# Beschreibung eines neuen Geschlechts
Beschreibung eines neuen Geschlechts (abreviado Beschr. Neu. Geschl.) es un libro con ilustraciones y descripciones botánicas que fue escrito por el anatomista, cirujano y botánico alemán Lorenz Heister. Fue publicado en Braunschweig en el año 1755.